# Ölüdeniz
Ölüdeniz  ist eine Gemeinde in der türkischen Region Lykien 14 km südlich von Fethiye am Fuße des Berges Babadağ. Das Dorf hieß ursprünglich Belceğiz, erhielt seinen Namen aber letztendlich vom nahegelegenen Ölüdeniz-Strand.
Der Name bedeutet übersetzt Totes Meer, da das Wasser der Lagune in der meisten Zeit des Jahres besonders ruhig ist und kaum Wellengang aufweist. Das Meer ist an dieser Stelle, die auch Blaue Lagune genannt wird, besonders klar und leuchtet in verschiedenen Türkis- und Aquamarin-Schattierungen. Es gibt sowohl Abschnitte mit Sandstrand als auch Abschnitte mit Kies, der teilweise aufgeschüttet wurde. Der Ölüdeniz-Strand wurde mit der Blauen Flagge als Zeichen für besondere Wasserqualität ausgezeichnet. Zwischen April und Dezember ist der Strand ein sehr beliebtes Reiseziel und deswegen ziemlich überlaufen. Dadurch hat sich der ursprüngliche Charakter des Dorfes sehr verändert. Mittlerweile gibt es zahlreiche Hotels und Pensionen, die teilweise sehr nah an den Strand heranreichen. Die meisten Touristen reisen über den am nächsten gelegenen Flughafen von Dalaman oder über den Flughafen von Antalya an. Teile des Strandes, besonders der Sandstrand an der Flussmündung, sind kostenpflichtig.
Der Strand von Ölüdeniz ist nicht nur eine beliebte Badebucht, sondern auch bekannt und beliebt bei Gleitschirmfliegern. Dafür bietet sich besonders der Berg Babadağ an, auf den eine Straße und eine Seilbahn führen. Auch startet vom Ölüdeniz aus der Lykische Weg, der über 509 km an der lykischen Küste verläuft und bei Olympos endet.

## Bilder

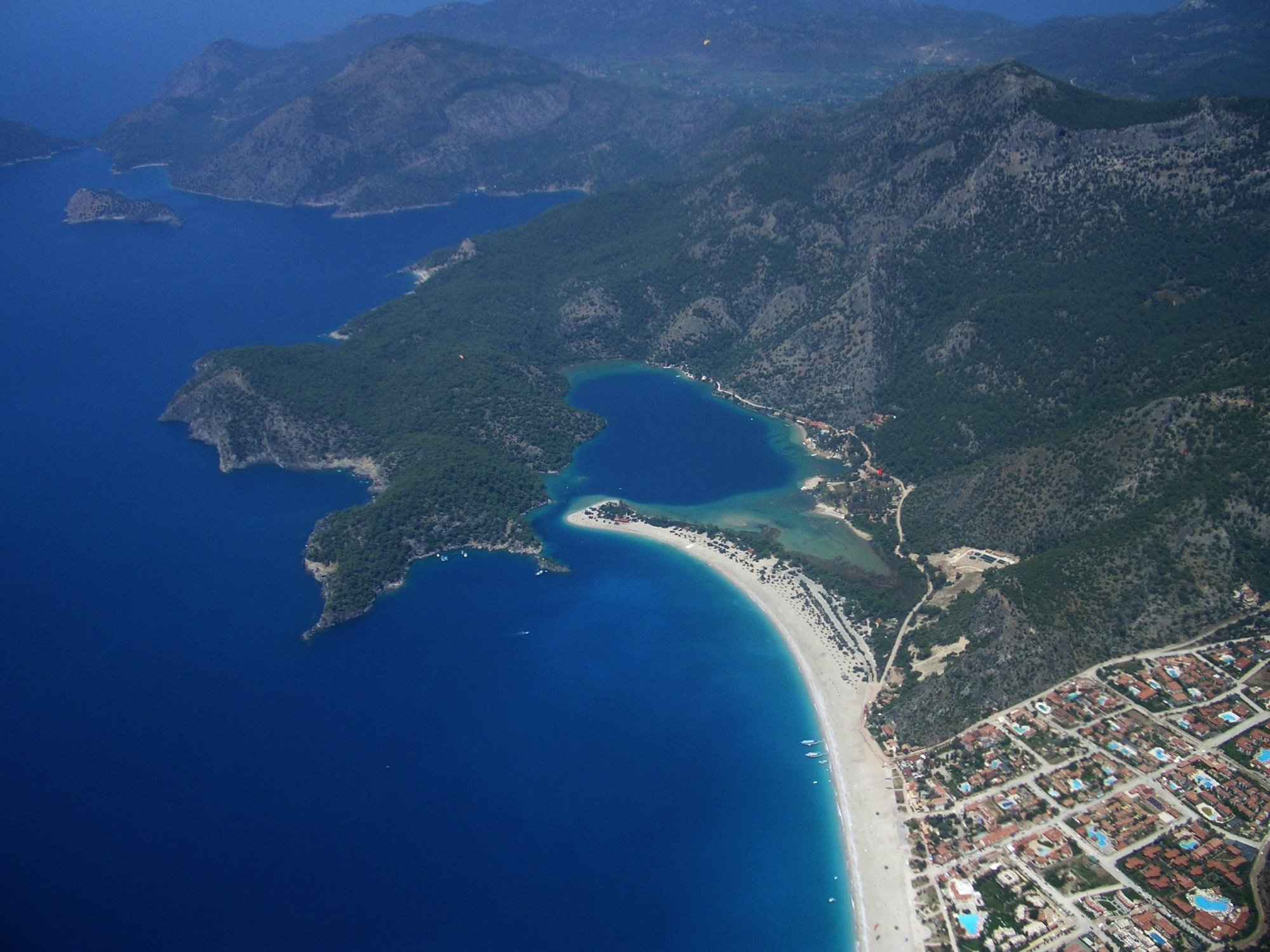
Ansicht von Ölüdeniz mit Lagune
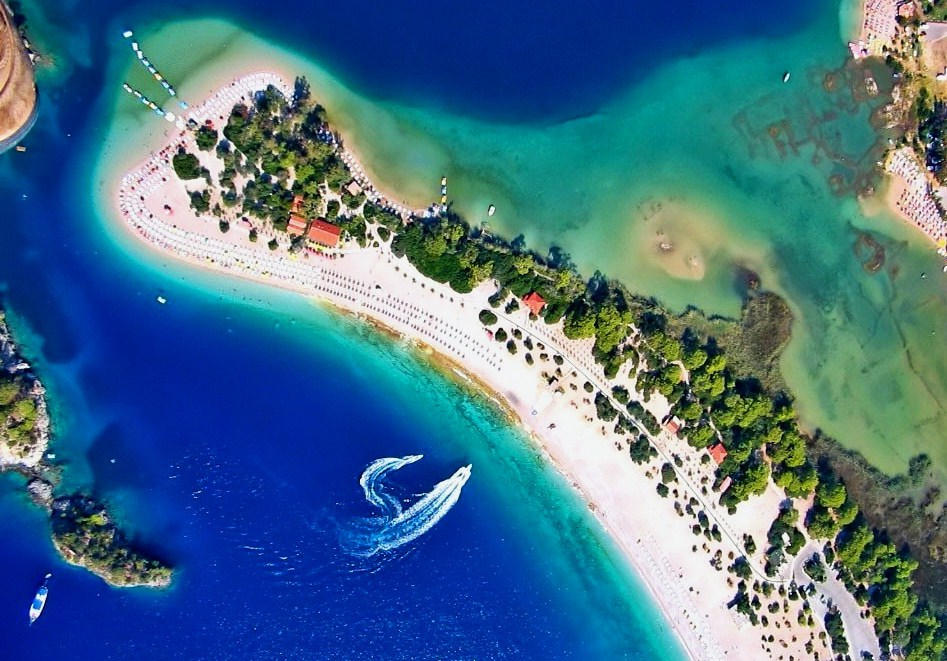
Ölüdeniz von oben
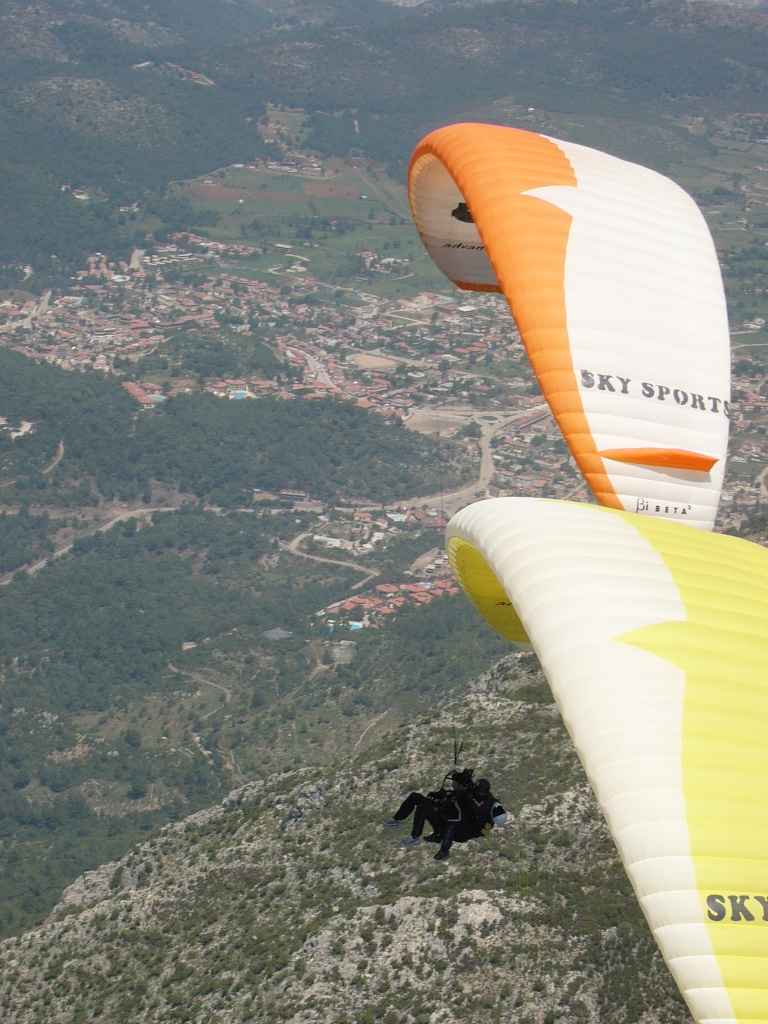
Paragliding bei Ölüdeniz
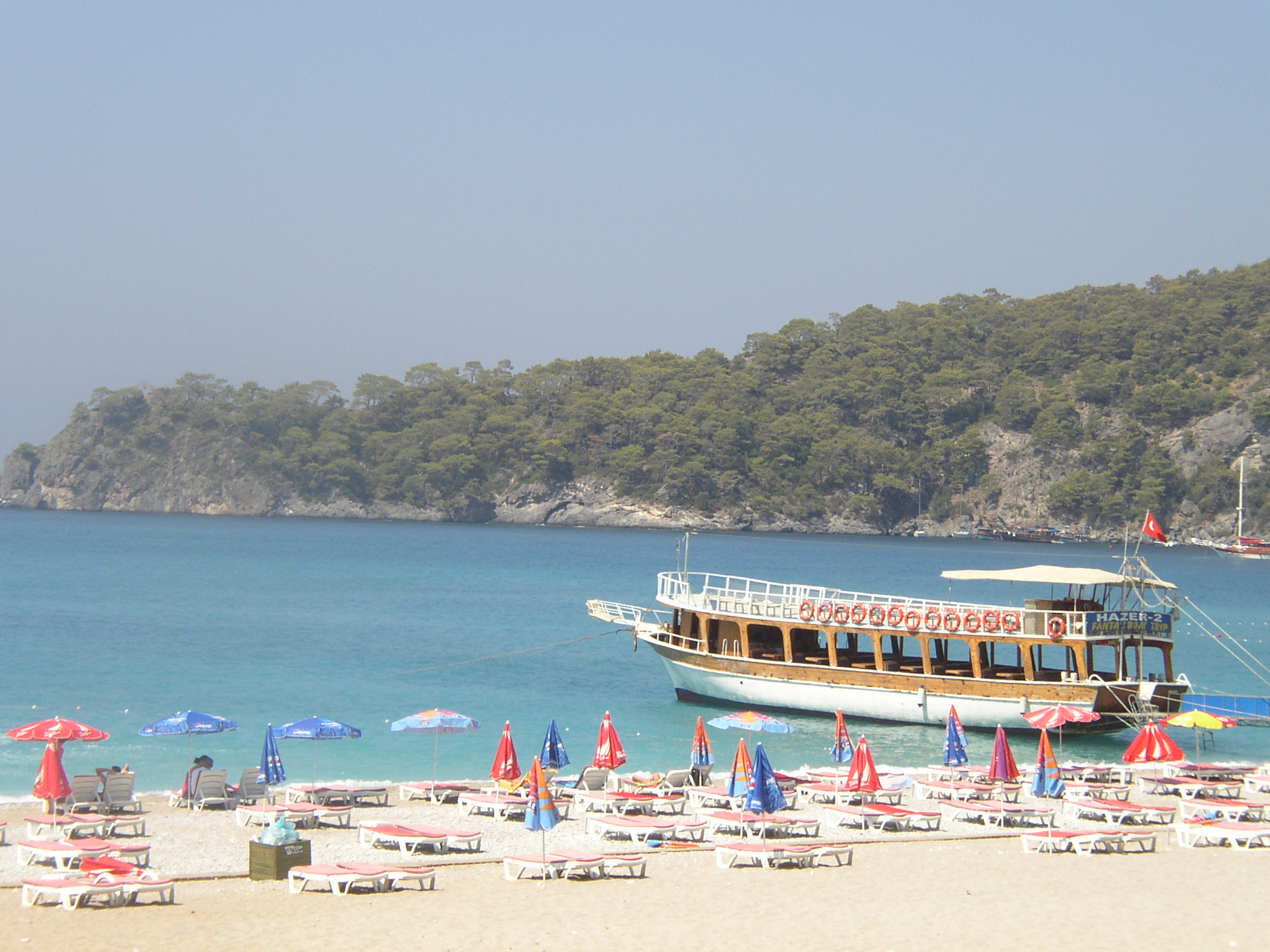
Ölüdeniz-Strand
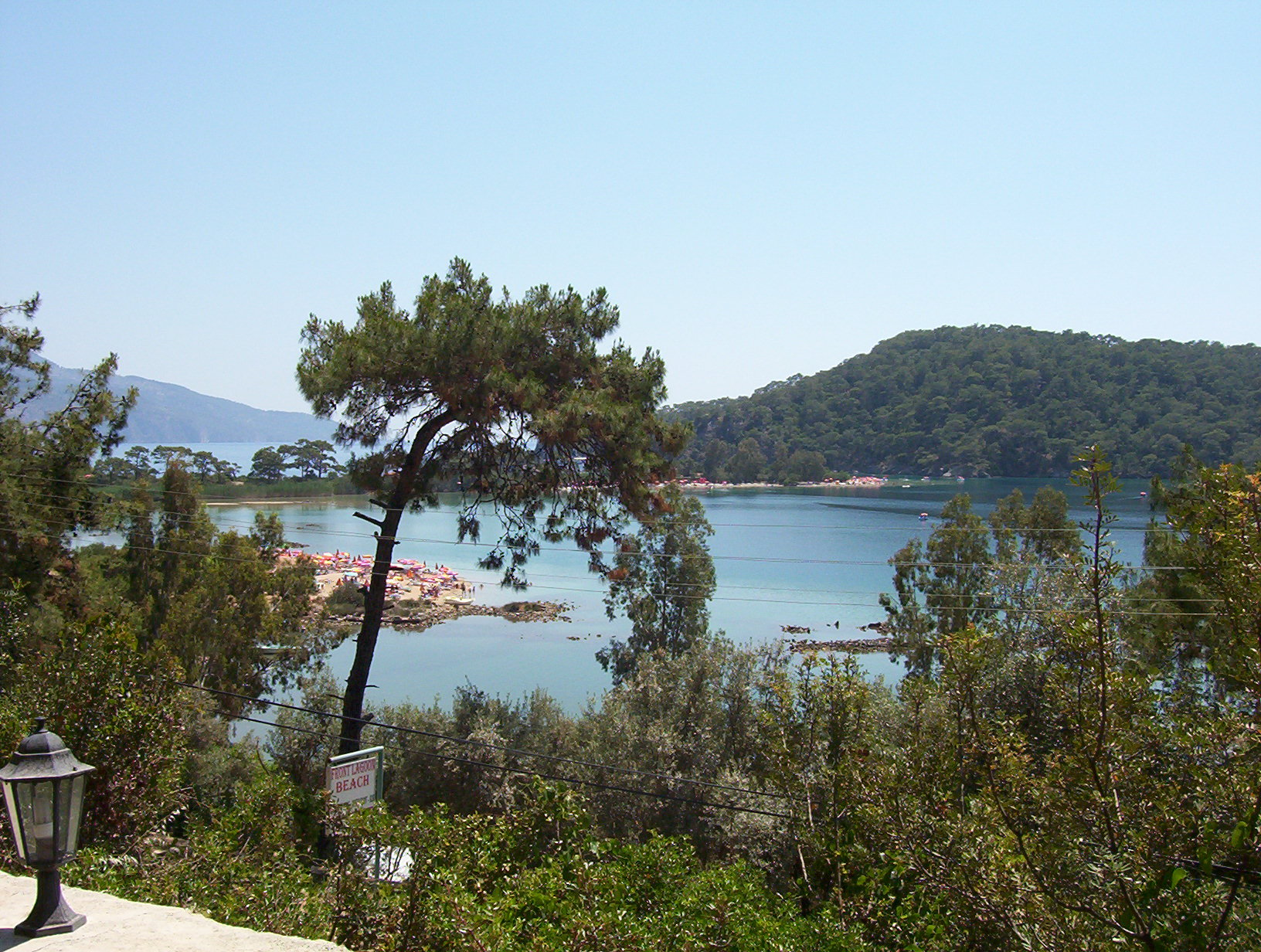
Die Blaue Lagune